# Último deseo
Último deseo (també coneguda com Planeta Ciego o pel seu títol en anglès The People who own the Dark) és una pel·lícula espanyola de terror i ciència-ficció estrenada en 1976, dirigida per León Klimovsky i protagonitzada en els papers principals per Nadiuska i Alberto de Mendoza, entre altres..

## Argument
Un grup d'homes de negocis i oficials militars són allotjats al luxós xalet Vilemore per a gaudir d'un cap de setmana de orgies. Són són testimonis de com una explosió nuclear deixa cecs a tots els humans que es troben a l'exterior. El destí farà que es converteixin en l'objectiu de la ràbia d'aquests personatges invidents i embogits, que acaben actuant com zombis assetjant el lloc. No falten a més els conflictes entre els ocupants del xalet, en el microcosmos opressiu del qual començarà a haver-hi recels i s'adoptarà un joc de supervivència basat en la llei del més fort.

## Repartiment
- Nadiuska com a Clara
- Alberto de Mendoza com a Professor Fulton
- Teresa Gimpera com a Berta
- Emiliano Redondo com a Dr. Messier
- Julia Saly com a Marion
- Tomás Picó com a Víctor
- Diana Polakov com a  Tania
- Antonio Mayans com a Vasily
- Leona Devine com a Luna
- Ricardo Palacios com a Dr. Robertson
- Carmen Platero
- Estela Delgado
- Barta Barri com a Ambaixador rus
- Gumersindo Andrés
- Adolfo Thous
- Maria Perschy com a Lily
- Paul Naschy com a Borne

## Producció
El guió va ser escrit per Vicente Aranda, Joaquim Jordà i Gabriel Burgos a partir d'una història de Burgos. Els llocs de rodatge inclouen la Cartuja de Talamanca de Jarama a la província de Madrid.